# Kamran Firouzpour
Kamran Gholam Reza Firouzpour (in persiano کامران غلام رضا فیروز پور‎; Ardabil, 23 agosto 1954) è un pallanuotista iraniano, che ha partecipato alle Olimpiadi di Montréal 1976.
Oltre al torneo olimpico del 1976, ha gareggiato ai Giochi asiatici del 1974, vincendo una medaglia d'oro.